# Star Trek: Film
Star Trek: Film (též pouze Star Trek, v anglickém originále Star Trek: The Motion Picture) je americký film režiséra Roberta Wise, první celovečerní snímek natočený studiem Paramount Pictures na motivy televizního sci-fi seriálu Star Trek z druhé poloviny 60. let 20. století. Do kin byl uveden roku 1979 a celosvětově vydělal 139 milionů dolarů. Po deseti letech od ukončení vysílání seriálu se zde představila původní posádka hvězdné lodi USS Enterprise pod velením Jamese Kirka. Jejím úkolem je prozkoumat a zadržet neznámý objekt zvaný V'Ger, který míří přímo k Zemi.

## Příběh
Děj filmu se odehrává v první polovině 70. let 23. století, jeho začátek je určen hvězdným datem 7410.2. Monitorovací stanice Hvězdné flotily Epsilon IX zjišťuje nepřátelskou sílu skrytou v obrovském energetickém oblaku, která míří vesmírem k Zemi. Cestou zničí tři klingonské válečné lodě i samotnou stanici. Na Zemi podstupuje hvězdná loď USS Enterprise (NCC-1701) kompletní, rok a půl trvající přestavbu a modernizaci a její dřívější kapitán James T. Kirk působí po povýšení na kontradmirála na velitelství Hvězdné flotily v San Franciscu jako náčelník operačního oddělení. Protože v okolí se nenachází žádná jiná dostupná loď, vyšle Flotila k blížícímu se objektu Enterprise, jež je téměř dokončená vyjma zkoušek nových systémů, které by tak byly otestovány až v ostrém provozu.
Kirk, který argumentuje svými zkušenostmi, převezme velení Enterprise, přičemž jejího velícího důstojníka, kapitána Willarda Deckera, dočasně degraduje na prvního důstojníka v hodnosti komandéra. Testování nových lodních systémů ale nedopadne dobře, neboť při přesunu na loď zemřou vinou selhání transportéru dva důstojníci. Jedním z nich je i komandér Sonak, který zde měl působit jako vědecký důstojník. Rovněž nesprávně seřízené motory při přechodu na warp pohon téměř zničí celou loď. Napětí mezi Kirkem a Deckerem vzrůstá i kvůli admirálově neznalosti nově přestavěné lodi. K posádce se cestou k vetřelci přidá i komandér Spock, jenž převezme místo vědeckého důstojníka. Vysvětlí i svůj příchod: při obřadu na Vulkánu, který ho měl zbavit všech emocí, vycítil vědomí o obrovské síle, které, jak je přesvědčen, vychází z onoho objektu v oblaku.
Enterprise se přiblíží k neznámému objektu a následně, po vlétnutí do oblaku, je vetřelcem napadena. Jeho sonda pronikne na můstek lodi a při průzkumu lodních počítačů zaútočí na Spocka a unese navigátora Iliu. Ta je nahrazena umělým dvojníkem, který slouží „V'Geru“ pro studium posádky Enterprise. Decker, blízký Iliin přítel, je z její ztráty rozrušen. Z dvojníka, který má zachované Iliiny city a vzpomínky, se snaží získat informace o objektu v oblaku. Spock mezitím ve skafandru s tryskovým pohonem opustí loď a snaží se nepřátelské plavidlo prozkoumat. Pokusí se o telepatické spojení myslí, při kterém zjistí, že plavidlo je onen V'Ger a že se jedná o živý stroj.
Posádka Enterprise poté objeví, že srdcem obrovské lodi je pozemská sonda Voyager 6 z 20. století, která se ztratila v černé díře. Poškozená sonda byla nalezena cizí civilizací živých strojů, které pochopily její naprogramování jako instrukce ke zjištění všech vědomostí a předání těchto informací svému Tvůrci. Stroje vylepšily sondu a postavily celé plavidlo tak, aby tento úkol splnila. Na zpáteční cestě přes galaxii k Zemi obsáhl V'Ger tolika znalostí a vědomostí, že se stal živou věcí. Spock si ale uvědomí, že postrádá schopnost zaměřit se sám na sebe; poté, co obsáhl všechny informace na cestě domů, shledává svoji existenci prázdnou a bez účelu. Před přenosem těchto informací trvá V'Ger na přítomnosti Tvůrce, který má zadat konečnou kódovou frekvenci. Decker zjistí, že stroj se chce spojit se svým Tvůrcem a sám se mu nabídne, spojí se s V'Gerem a umělým dvojníkem Ilii. Tím vznikne nová forma života, která zmizí v jiné dimenzi. Země je zachráněna a Kirk vede Enterprise „někam“ do vesmíru za dalšími misemi.

## Obsazení
| William Shatner     | kontradmirál James T. Kirk, dočasný velící důstojník       |
| Leonard Nimoy       | komandér Spock, vědecký důstojník                          |
| DeForest Kelley     | komandér Leonard McCoy, šéflékař                           |
| James Doohan        | komandér Montgomery Scott, šéfinženýr                      |
| George Takei        | nadporučík Hikaru Sulu, kormidelník                        |
| Walter Koenig       | poručík Pavel Čechov, bezpečnostní a taktický důstojník    |
| Nichelle Nicholsová | nadporučík Nyota Uhura, komunikační důstojník              |
| Majel Barrettová    | poručík Christine Chapelová, lékař                         |
| Persis Khambattaová | poručík Ilia, navigátor                                    |
| Stephen Collins     | (kapitán) komandér Willard Decker, dočasný první důstojník |

Ve snímku se kromě dalších objevili i tři herci více spojení se Star Trekem. Grace Lee Whitneyová si zde zahrála malou roli Janice Randové, obsluhy transportérů. V první řadě původního seriálu působila Randová jako pobočník kapitána Kirka. Mark Lenard (jinak běžně velvyslanec Sarek, otec Spocka) v prvním filmu ztvárnil kapitána klingonské lodi IKS Amar zničené V'Gerem. David Gautreaux se zde objevil v cameo roli jako komandér Branch, velitel monitorovací stanice Epsilon IX. Gautreaux měl původně hrát v připravovaném a poté zrušeném seriálu Star Trek: Phase II postavu Xona.

## Produkce

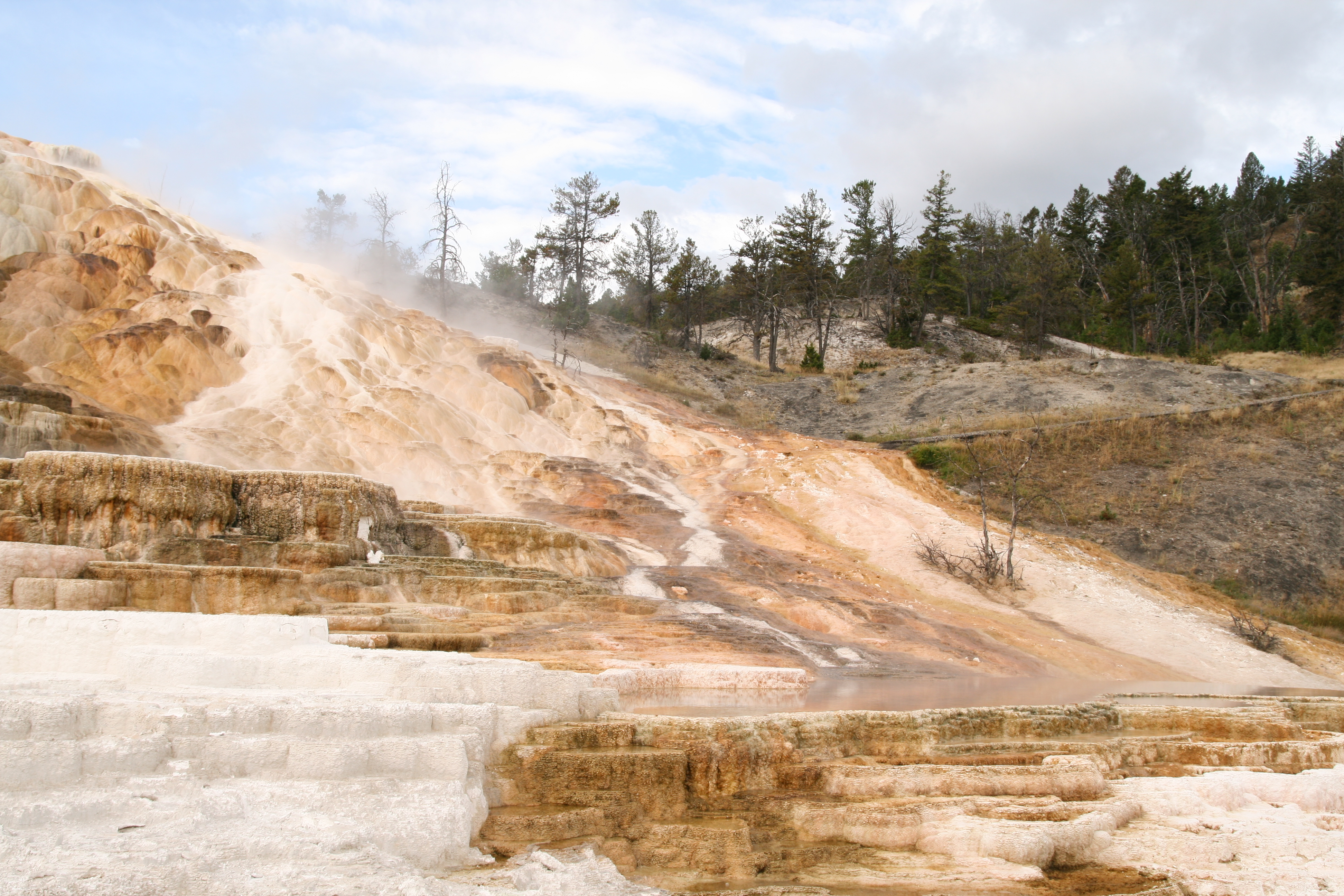
Minerva Terrace v Yellowstonském národním parku posloužily pro záběry planety Vulkán

Ačkoliv původní seriál Star Trek, který byl ve třech řadách odvysílán v letech 1966–1969, nedosáhl příliš velké sledovanosti, kvůli čemuž byl studiem Paramount Pictures zastaven, našel si jisté publikum. V 70. letech si chtělo studio vynahradit ztráty z jeho výroby, proto jej v roce 1972 reprízovalo a během tohoto desetiletí prodalo na desítky televizních trhů. Star Trek si mezi fanoušky postupně získal kultovní pověst. Díky jeho zpopularizování začal tvůrce Star Treku Gene Roddenberry společně se studiem Paramount Pictures v květnu 1975 pracovat na scénáři k celovečernímu filmu. První návrh s názvem The God Thing se v základní dějové kostře velice přibližoval později realizovanému snímku, studio jej ale odmítlo. Paramount začal hledat scenáristy pro film Star Trek II (pracovní název) mezi renomovanými spisovateli sci-fi, jako byli Ray Bradbury, Theodore Sturgeon, Harlan Ellison nebo Robert Silverberg. Během roku 1976 oslovilo studio naopak různé televizní scenáristy, v říjnu toho roku předložili Britové Chris Bryant a Allan Scott 20stránkový námět Planet of the Titans, který se vedoucím studia zalíbil. Roddenberry zanechal všech ostatních činností a zaměřil se na chystané dílo, podílel se například na výběru režiséra, kterým se měl stát Philip Kaufman. Nedlouho předtím také vyvrcholila fanouškovská kampaň, díky které byl první vyrobený americký raketoplán systému Space Shuttle pojmenován po hvězdné lodi USS Enterprise ze seriálu Star Trek. Nadšení však netrvalo dlouho, protože první návrh kompletního scénáře nebyl do března 1977 hotov, přičemž tlak studia na zahájení produkce nebo ukončení celého projektu byl velký. Nespokojení scenáristé Bryant a Scott od Star Treku v dubnu 1977 odešli a studio Paramount Pictures celý film zrušilo.
Barry Diller, chief executive officer Paramountu, záhy nabídl Roddenberrymu prostor na připravované stanici Paramount Television Service, kde by mohl být vysílán nový seriál na motivy Star Treku. Přes léto 1977 byl rozpracován koncept, kulisy a také epizody seriálu Star Trek: Phase II; námět pilotního dílu s názvem „In Thy Image“ vytvořil spisovatel Alan Dean Foster a jeho scénář napsal producent Harold Livingston. Paramount ale projekt chystané televizní stanice zrušil a 11. listopadu 1977, pouze dva a půl týdne před připravovaným začátkem produkce, oznámil zrušení seriálu ve prospěch celovečerního filmu (což bylo ovlivněno i úspěchem sci-fi snímků Hvězdné války a Blízká setkání třetího druhu). Zahájení produkce bylo přesunuto na duben 1978, přičemž během tohoto období měly být provedeny nutné úpravy na scénáři, kulisách a kostýmech.
Na tiskové konferenci z 28. března 1978 oznámil Paramount přípravu filmové adaptace seriálu Star Trek s názvem Star Trek – The Motion Picture. Režírovat jej měl Robert Wise a rozpočet byl stanoven přibližně na 15 milionů dolarů. Scenáristé začali pracovat na adaptaci scénáře pro pilotní epizodu „In Thy Image“ do scénáře pro celovečerní film, přičemž ten byl dokončen až 4 měsíce po samotném zahájení výroby snímku. Natáčení filmu začalo 7. srpna 1978 a skončilo 26. ledna 1979 po 125 natáčecích dnech. Probíhalo v kulisách postavených ve studiích Paramountu, planeta Vulkán byla vytvořena kombinací záběrů z Yellowstonského národního parku (Minerva Hot Springs) a shodné scény postavené ve studiích.
Po ukončení natáčení byla zahájena postprodukce, přičemž byl dán termín uvedení filmu v kinech před Vánoci 1979. Během necelého roku byly vytvořeny zvukové efekty, obrazové efekty vznikaly pod dohledem režiséra Douglase Trumbulla, který tutéž práci dělal pro snímky 2001: Vesmírná odysea a Blízká setkání třetího druhu. Dále byla například na žádost Roddenberryho předabována scéna obřadu na Vulkánu, neboť herci zde při natáčení mluvili anglicky. Nově byly vytvořeny věty ve vulkánštině, neboť také Klingoni ve snímku používali zárodky později kompletně dopracované klingonštiny. Hudbu pro film složil Jerry Goldsmith, pro něhož to byla první práce na projektu Star Treku. Kvůli časové tísni spolupracoval i s Alexanderem Couragem (jehož znělku pro původní seriál Star Trek také využil) a Fredem Steinerem. Samotné nahrávání hudby bylo dokončeno 1. prosince 1979, tedy pouhých šest dní před uvedením filmu do kin.

## Vydání a ohlasy
Star Trek: Film byl uveden v amerických kinech 7. prosince 1979 a během prvního víkendu vydělal 11 815 203 dolarů, čímž překonal rekord snímku Superman (1978). Po celém světě činil následný celkový výdělek 139 milionů dolarů. Současně s filmem vydalo nakladatelství Pocket Books knižní přepis Star Trek: The Motion Picture napsaný přímo Genem Roddenberrym. Jsou v ní uvedeny některé doplňující příběhy a informace, např. že kapitán Willard Decker je synem komodora Matta Deckera z epizody „Stroj zkázy“ původního seriálu. Knihu do češtiny přeložil Zdeněk Volný v roce 1993 a téhož roku ji vydal Baronet Praha pod názvem Hrozba z vesmíru.
Komentáře udělené snímku kritikou nebyly příliš lichotivé. Byla kritizována přílišná rozvláčnost děje hodící se spíše pro epizodu televizního seriálu (Gary Arnold a Judith Martinová z The Washington Post). Harold Livingstone (Time) si stěžoval na nedostatek odvážných protivníků a bitevních scén, které byly na Hvězdných válkách zábavné. Podle Davida Denbyho zase pomalý pohyb lodí vesmírem již nikdy nebude tak překvapující a elegantní jako ve filmu 2001: Vesmírná odysea. Herecké výkony byly hodnoceny různorodě, převážně kladně se kritika vyjadřovala o Stephenu Collinsovi a Persis Khambattaové, o které se Jack Kroll (Newsweek) zmínil, že má nejpamátnější výstup celého filmu.
Snímek Star Trek: Film byl nominován na Oscara v kategoriích Nejlepší výprava a dekorace, Nejlepší vizuální efekty a Nejlepší hudba, žádného však nezískal.
V roce 1983 byl film poprvé vydán na videokazetách a také byl odvysílán na americké stanici ABC. Jednalo se o přibližně 12 minut delší, rozšířený sestřih, který byl doplněn o nehotové a nepoužité záběry, které nechtěl režisér Robert Wise vůbec využít. V Česku byl snímek poprvé odvysílán v České televizi dne 27. září 1994. V roce 2001 vydalo studio Paramount VHS a DVD s režisérským sestřihem filmu, který Robert Wise prodloužil o přibližně 4 minuty oproti původní verzi. Mimo jiné byly vytvořeny také nové záběry pomocí počítačové animace. Roku 2009 byla původní verze uváděná v kinech vydána na BD.